# Andrea Marfori
Andrea Marfori (* 21. Oktober 1958 in Verona) ist ein italienischer Dokumentarfilmer, Filmregisseur und Drehbuchautor.

## Leben
Nach einem Abschluss in Philosophie an der Universität Bologna 1982 besuchte Marfori das Centro Sperimentale di Cinematografia und er warb ein Diplom als Filmeditor. 1984 gründete er mit Agnese Fontana und Marco Isoli die Produktionsgesellschaft „Formar“ und widmete sich an verschiedenen Instituten der Lehre der filmischen Sprache. Er legte zahlreiche Dokumentationen vor und schnitt Kurzfilme; für das Radio entstand die Reihe „Vite parallele“. 1988 entstand sein Debütfilm fürs Kino, der selbst geschriebene Evil Clutch, ein günstig produzierter Horrorfilm mit den damals üblichen blutigen Effekten. Weitere Arbeiten fertigte Marfori auch für das Fernsehen.
Im neuen Jahrtausend war Marfori hauptsächlich für das Theater tätig; so inszenierte er 2009 Dopo i calci di rigore.

## Filmografie (Auswahl)
- 1988: Evil Clutch – Die Rückkehr der Dämonen (Il bosco 1)
- 1990: Perduta
- 1993: Il ritmo del silenzio
- 1994: Energy!!! The movie'
- 2015: The Unfortunate Life Of Georgina Spelvin Chained To A Radiator (Kurzfilm)
- 2016: Soviet Zombie Invasion
- 2018: Quest of Fear